# Tetranchyroderma pacificum
Tetranchyroderma pacificum is een buikharige uit de familie Thaumastodermatidae. Het dier komt uit het geslacht Tetranchyroderma. Tetranchyroderma pacificum werd in 1974 voor het eerst wetenschappelijk beschreven door Schmidt. 